# Harelbeke-Anversa-Harelbeke 1960
L'Harelbeke-Anversa-Harelbeke 1960, terza edizione della corsa, si svolse il 12 marzo su un percorso di 201 km, con partenza ed arrivo a Harelbeke. Fu vinta dal belga Daniel Doom della squadra Wiel's-Flandria davanti ai connazionali Odiel Van Der Linden e Piet Oellibrandt.

## Ordine d'arrivo (Top 10)
| Pos. | Corridore            | Squadra                   | Tempo    |
| ---- | -------------------- | ------------------------- | -------- |
| 1    | Daniel Doom          | Wiel's-Flandria           | 5h09'00" |
| 2    | Odiel Van Der Linden | Faema                     | a 2"     |
| 3    | Piet Oellibrandt     | Dr. Mann-Dossche Sport    | a 3"     |
| 4    | Arthur Decabooter    | Groene Leeuw-Sinalco-SAS  | s.t.     |
| 5    | Frans De Mulder      | Groene Leeuw-Sinalco-SAS  | s.t.     |
| 6    | Julien Schepens      | Wiel's-Flandria           | s.t.     |
| 7    | Rik Luyten           | Wiel's-Flandria           | s.t.     |
| 8    | André Noyelle        | Wiel's-Flandria           | s.t.     |
| 9    | Jef Planckaert       | Wiel's-Flandria           | s.t.     |
| 10   | Georges Decraeye     | Helyett-Leroux-Hutchinson | s.t.     |